# Камо (язык)
Камо (также каму, ма, нубама, нйима; англ. kamo, kamu, ma, nubama, nyima; самоназвание: nyii ma) — адамава-убангийский язык, распространённый в восточных районах Нигерии. Входит в состав ветви ваджа-джен подсемьи адамава.
Численность говорящих — около 20 000 человек (1995). Письменность основана на латинском алфавите.

## О названии
Самоназвание языка камо — nyii ma, самоназвание этнической общности камо — ma (в единственном числе), nụbá ma (во множественном числе). Данные самоназвания иногда используют в литературе как варианты наименования камо — ма (ma), нубама (nubama), нйима (nyima). Известен также такой вариант произношения названия языка камо как каму (kamu). В издании An Atlas of Nigerian Languages Р. Бленч называет ма основным наименованием языка, а камо — локальным.

## Классификация
По классификации, представленной в справочнике языков мира Ethnologue, язык камо вместе с языком авак входит в состав подгруппы авак группы ваджа ветви ваджа-джен подсемьи адамава адамава-убангийской семьи.
В классификации Р. Бленча язык камо вместе с языками тула, авак, дадийя, бангвинджи и ваджа образует подгруппу вийяа, которая включена в группу ваджа подсемьи адамава адамава-убангийской семьи.
В классификации У. Кляйневиллингхёфера, опубликованной в базе данных по языкам мира Glottolog, ветвь языков ваджа-джен (с языком камо в её составе) отнесена к семье гур. Язык камо вместе с языком авак в рамках этой семьи образуют языковое единство — авак-камо, которое последовательно включается в следующие языковые объединения: языки тула, языки тула-ваджа, языки ваджа-джен, языки центральные гур и языки гур. Последние вместе с адамава-убангийскими языками и языками гбайя-манза-нгбака образуют объединение северных вольта-конголезских языков.
По общепринятой ранее классификации Дж. Гринберга, язык камо (каму) вместе с языками чам, мона, тула, дадийя, ваджа и авак образуют одну из 14 групп адамава-убангийской семьи.

## Лингвогеография

### Ареал и численность
Область распространения языка камо размещена в восточной Нигерии на территории штата Гомбе — в районах Биллири, Калтунго и Акко.
Со всех сторон, кроме юго-восточной, ареал языка камо граничит с ареалом западночадского языка тангале, с юго-востока к области распространения языка камо примыкает ареал языка авак.
По данным, представленным в справочнике Ethnologue, численность говорящих на языке камо в 1995 году составляла 20 000 человек. По современным оценкам сайта Joshua Project численность носителей этого языка составляет 37 000 человек (2017).

### Социолингвистические сведения
Согласно данным сайта Ethnologue, по степени сохранности язык камо относится к так называемым устойчивым языкам, не имеющим стандартной формы, но активно используемым в устном общении. На этом языке говорят все поколения представителей этнической общности камо, включая младшее. Язык камо изучают в пяти начальных и одной средней школах. В основном представители этнической общности камо придерживаются традиционных верований (90 %), есть среди камо также христиане (5 %) и мусульмане (5 %).

## Письменность
Письменность на языке камо основана на латинском алфавите. В 2006 году опубликована книга Reading and Writing Book. В 2007 году на камо сделаны переводы фрагментов Нового Завета.